# Rosengarten (Frankfurt nad Odrą)
Rosengartenⓘ – dzielnica w zachodniej części Frankfurtu nad Odrą. Na jej terenie znajduje się m.in. rezerwat przyrody (zwierzyniec) Wildpark oraz przystanek kolejowy Frankfurt (Oder)-Rosengarten na trasie Berlin-Frankfurt nad Odrą.

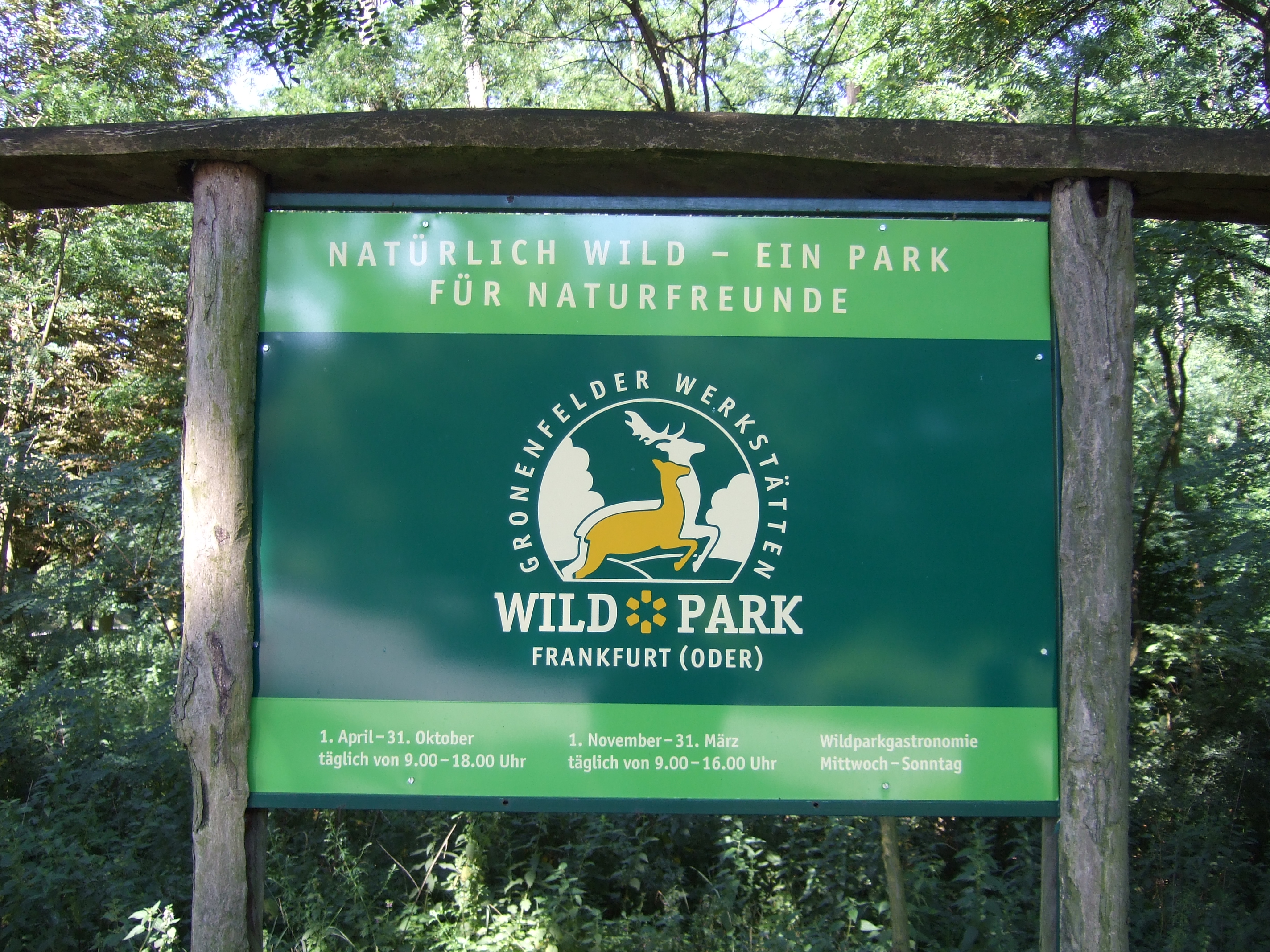
Tablica informacyjna Wildpark

Co roku w Rosengarten organizowane jest Święto Róży (Rosenfest). Do tej części miasta dojeżdżają linie autobusowe 980 i 982.

## Historia
Pierwsze wzmianki o dworze Rosengarten, która dzisiaj jest dzielnicą Frankfurtu, pochodzą z 1495 roku. Dwór ten leżał na terenie wsi Pagram, o którym wspomniano po raz pierwszy w 1338 roku. Od 1816 do 1947 roku Rosengarten miasta Lubusz, na historycznej ziemi lubuskiej. Od 1947 roku Rosengarten jest częścią Frankfurtu nad Odrą, a od 1977 nie jest uznawe za wieś, a dzielnicę.